# 14065 Flegel
14065 Flegel eller 1996 EY5 är en asteroid i huvudbältet som upptäcktes den 11 mars 1996 av Spacewatch vid Kitt Peak-observatoriet. Den är uppkallad efter amatörastronomen Mike Flegel.